# Gotein-Libarrenx
Gotein-Libarrenx är en kommun i departementet Pyrénées-Atlantiques i regionen Nouvelle-Aquitaine i sydvästra Frankrike. Kommunen ligger i kantonen Mauléon-Licharre som tillhör arrondissementet Oloron-Sainte-Marie. År 2022 hade Gotein-Libarrenx 473 invånare.

## Befolkningsutveckling
Antalet invånare i kommunen Gotein-Libarrenx
| Referens: INSEE |